# Браян Брінклі
Браян Брінклі (англ. Brian Brinkley, 28 грудня 1953) — британський плавець, олімпійський медаліст.

## Виступи на Олімпіадах
| Олімпіада     | Дисципліна                             | Місце     |
| ------------- | -------------------------------------- | --------- |
| Мюнхен 1972   | плавання на 100 метрів вільним стилем  | 5 h5 r1/3 |
| Мюнхен 1972   | плавання на 200 метрів вільним стилем  | 2 h6 r1/2 |
| Мюнхен 1972   | плавання на 400 метрів вільним стилем  | 5         |
| Мюнхен 1972   | плавання на 1500 метрів вільним стилем | 3 h3 r1/2 |
| Мюнхен 1972   | естафета 4 × 200 вільним стилем        | 8         |
| Мюнхен 1972   | плавання на 200 метрів, батерфляй      | 4 h4 r1/2 |
| Монреаль 1976 | плавання на 200 метрів вільним стилем  | 2 h2 r1/2 |
| Монреаль 1976 | естафета 4 × 200 вільним стилем        | 3         |
| Монреаль 1976 | плавання на 200 метрів, батерфляй      | 6         |
| Монреаль 1976 | комплексна естафета 4 × 100            | 4         |

## Зовнішні посилання
- Досьє на sport.references.com [Архівовано 12 серпня 2011 у Wayback Machine.]